# Деніс Голленштайн
Деніс Голленштайн (нім. Denis Hollenstein; 15 жовтня 1989, Цюрих, Швейцарія) — швейцарський хокеїст, нападник, виступає за клуб ЦСК Лайонс з 2018 року в Національній лізі А. 
Його батько — Фелікс Голленштайн, також в минулому професійний хокеїст, гравець «Клотен Флаєрс».

## Ігрова кар'єра
Деніс Голленштайн почав свою кар'єру хокеїста у молодіжному складі клубу «Клотен Флаєрс», виступав у його складі до 2007 року. Сезон 2006/07 років він закінчив у клубі ХК «Бюлах», що виступав у першій лізі (тепер це Регіональна Ліга), по закінченні сезону переїхав до клубу Гвелф Сторм (Хокейна ліга Онтаріо). За Гвелфський клуб провів два сезони, відіграв 104 матчі та набрав 39 очок (20 + 19). 
У сезоні 2009/10, він повернувся в Клотен, де отримав професійний контракт.
У листопаді 2012 року Голленштайн підписав контракт з ХК «Серветт-Женева», який з сезону 2013/14 діяв би на наступні чотири роки, але через перемовини з керівництвом клубу отримав можливість повернутися до «Клотен Флаєрс».
27 листопада 2017 року Деніс уклав п'ятирічний контракт з клубом ЦСК Лайонс.

## На рівні збірних
У складі юніорської збірної Швейцарії на чемпіонаті світу U18 у 2007 році (6 матчів, 4 очка 2+2) та молодіжній збірній Швейцарії на чемпіонаті світу 2008 року (шість матчів).
У складі національної збірної в його активі 58 матчів.

## Досягнення та нагороди
- Срібний призер чемпіонату світу — 2013.
- Володар Кубка Шпенглера — 2013.
- Чемпіон Швейцарії в складі ЦСК Лайонс — 2024.